# Hitrostno drsanje na kratke proge na Zimskih olimpijskih igrah 1988
Hitrostno drsanje na kratke proge na Zimskih olimpijskih igrah 1988.

## Moški

### 500 m
| Poz | Drsalec          | Čas   |
| --- | ---------------- | ----- |
| 1   | Wilf O'Reilly    | 44,80 |
| 2   | Mario Vincent    | 45,15 |
| 3   | Tacujoši Išihara | 45,37 |

### 1000 m
| Poz | Drsalec          | Čas     |
| --- | ---------------- | ------- |
| 1   | Wilf O'Reilly    | 1:33,44 |
| 2   | Michel Daignault | 1:33,66 |
| 3   | Marc Bella       | 1:34,45 |

### 1500 m
| Poz | Drsalec       | Čas     |
| --- | ------------- | ------- |
| 1   | Ki-Hoon Kim   | 2:26,68 |
| 2   | Louis Grenier | 2:26,99 |
| 3   | Orazio Fagone | 2:27,16 |

### 3000 m
| Poz | Drsalec           | Čas     |
| --- | ----------------- | ------- |
| 1   | Joon-Hoo Lee      | 5:21,63 |
| 2   | Charles Veldhoven | 5:22,39 |
| 3   | Michel Daignault  | 5:30,68 |

### 5000 m štafeta
| Poz | Reprezentanca                                                                 | Čas     |
| --- | ----------------------------------------------------------------------------- | ------- |
| 1   | Nizozemska (Charles Veldhoven, Peter van der Velde, Jaco Mos, Richard Suyten) | 7:29,05 |
| 2   | Italija (Roberto Peretti, Enrico Peretti, Orazio Fagone, Hugo Herrnhof)       | 7:30,39 |
| 3   | Kanada (Louis Grenier, Robert Dubreuil, Mario Vincent, Michel Daignault)      | 7:35,47 |

## Ženske

### 500 m
| Poz | Drsalka           | Čas   |
| --- | ----------------- | ----- |
| 1   | Monique Velzeboer | 48,28 |
| 2   | Eden Donatelli    | 48,34 |
| 3   | Li Jan            | 48,84 |

### 1000 m
| Poz | Drsalka           | Čas     |
| --- | ----------------- | ------- |
| 1   | Li Jan            | 1:39,00 |
| 2   | Sylvie Daigle     | 1:41,15 |
| 3   | Monique Velzeboer | 1:43,10 |

### 1500 m
| Poz | Drsalka           | Čas     |
| --- | ----------------- | ------- |
| 1   | Sylvie Daigle     | 2:37,61 |
| 2   | Monique Velzeboer | 2:37,77 |
| 3   | Li Jan            | 2:37,92 |

### 3000 m
| Poz | Drsalec            | Čas     |
| --- | ------------------ | ------- |
| 1   | Eiko Šišii         | 5:25,44 |
| 2   | Sylvie Daigle      | 5:25,82 |
| 3   | Maria Rosa Candido | 5:25,89 |

### 3000 m štafeta
| Poz | Reprezentanca                                                                             | Čas     |
| --- | ----------------------------------------------------------------------------------------- | ------- |
| 1   | Italija (Maria Rosa Candido, Gabriella Monteduro, Barbara Mussio, Maria Cristina Sciolla) | 4:45,88 |
| 2   | Japonska (Hiromi Takeuči, Eiko Šišii, Jumiko Jamada, Nobuko Jamada)                       | 4:46,91 |
| 3   | Kanada (Sylvie Daigle, Nathalie Lambert, Eden Donatelli, Marye Perreault)                 | 4:49,77 |